# ياسر فريج
ياسر فريج عيسوي حامد (1972 - 28 ديسمبر 2008) هو رائد مصري قتل برصاص عناصر فلسطينية يوم 28 ديسمبر 2008 على إثر الاجتياح الإسرائيلي لغزة واغلاق معبر رفح في وجه النازحين الفلسطينيين من الجانب المصري مما أدى إلى اشتباكات بين النازحين الفلسطينيين وحرس الحدود المصري. ياسر فريج كان في حرس الحدود المصرية عند نقطة البراهمة قرب بوابة صلاح الدين جنوب قطاع غزة. شيع جثمانه في جنازة عسكرية في قريته شباس عمير مركز قلين في كفر الشيخ. قرر المحافظ تغيير اسم مدرسة شباس عمير الإعدادية إلى اسم ياسر فريج وسمى أكبر شوارع مدينة قلين لتخليد ذكراه. كان متزوج وله ثلاثة أطفال وهم احمد وزياد وماسي.